# Sungai Tarap
Sungai Tarap is een bestuurslaag in het regentschap Kampar van de provincie Riau, Indonesië. Sungai Tarap telt 1362 inwoners (volkstelling 2010).